# Paul Kuh-Chrobak
Paul Kuh-Chrobak (11. března 1863 Vídeň – 7. ledna 1931 Merano) byl rakousko-uherský, respektive rakouský státní úředník a politik, v roce 1918 poslední ministr financí Rakouska-Uherska.

## Biografie
Studoval na Berlínské univerzitě a Vídeňské univerzitě. Roku 1888 získal titul doktora práv. Působil pak v soudnictví. Roku 1890 vstoupil do státních služeb na vrchním zemském soudu a zastával pak různé úřednické posty. Od roku 1896 byl úředníkem společného ministerstva financí, kde působil v oddělení Bosny a Hercegoviny. Roku 1914 se zde stal sekčním šéfem.
Jeho kariéra vyvrcholila v posledních dnech existence monarchie. V období od 4. listopadu 1918 do 12. listopadu 1918 působil jako společný ministr financí Rakouska-Uherska (po rakousko-uherském vyrovnání šlo ovšem spíše o účetní post, bez výraznějších exekutivních a rozpočtových pravomocí). Do ministerské funkce navíc vstupoval v době, kdy fakticky již došlo k rozpadu říše oddělením rozsáhlých českých, polských, jihoslovanských aj. oblastí. Po konci monarchie zůstal až do roku 1920 jako vedoucí úřadu pro likvidaci zrušeného ministerstva.